# Teucholabis portoricana
Teucholabis portoricana är en tvåvingeart som beskrevs av Alexander 1936. Teucholabis portoricana ingår i släktet Teucholabis och familjen småharkrankar.
Artens utbredningsområde är Puerto Rico. Inga underarter finns listade i Catalogue of Life.